# Naturschutzgebiet Itter-Quellen
Das Naturschutzgebiet Itter-Quellen mit einer Größe von 12,64 ha liegt nördlich von Küstelberg im Stadtgebiet von Medebach (Nordrhein-Westfalen). Es wurde 2003 mit dem Landschaftsplan Medebach durch den Hochsauerlandkreis als Naturschutzgebiet (NSG) ausgewiesen. Das NSG liegt im Norden direkt an der Landesgrenze zu Hessen. In NRW ist es vom Landschaftsschutzgebiet Medebach umgeben. Das NSG besteht aus zwei Teilflächen. Das NSG ist mit dem FFH-Gebiet Itter-Quellen identisch.

## Gebietsbeschreibung
Im NSG befinden sich zwei Quellbereiche der Itter im Wald. Das NSG ist teilweise mit Rotfichten bestockt. Die Fichtenbereiche sollen laut Landschaftsplan in Laubwälder umgewandelt werden.

## Pflanzenarten im NSG
Im NSG kommen gefährdete Pflanzenarten vor. Auswahl vom Landesamt für Natur, Umwelt und Verbraucherschutz Nordrhein-Westfalen dokumentierter Pflanzenarten im Gebiet: Alpen-Hexenkraut, Bach-Spatenmoos, Bachbunge, Bitteres Schaumkraut, Echtes Mädesüß, Echtes Springkraut, Eichenfarn, Geflecktes Knabenkraut, Gegenblättriges Milzkraut, Goldenes Frauenhaarmoos, Großer Dornfarn, Hain-Gilbweiderich, Heidelbeere, Kahnblättriges Torfmoos, Kriechender Hahnenfuß, Quell-Sternmiere, Sparriges Kleingabelzahnmoos, Sprossender Bärlapp, Kleiner Baldrian, Sumpf-Dotterblume, Sumpf-Pippau, Sumpf-Veilchen, Sumpf-Vergissmeinnicht, Trügerisches Torfmoos und Wald-Schachtelhalm.

## Schutzzweck
Das NSG soll die Quellbereiche mit Arteninventar schützen. Wie bei allen Naturschutzgebieten in Deutschland wurde in der Schutzausweisung darauf hingewiesen, dass das Gebiet „wegen der Seltenheit, besonderen Eigenart und Schönheit des Gebietes“ zum Naturschutzgebiet erklärt wurde.